# Zhu Feng
Zhu Feng (chinesisch 朱峰, * 1978) ist ein ehemaliger chinesischer Badmintonspieler. 

## Karriere
1996 erkämpfte sich Zhu Feng seine ersten Lorbeeren, als er bei den Asienmeisterschaften der Junioren Gold im Herreneinzel erringen konnte. 1997, 1998 und 2001 konnte er die gesamte nationale Konkurrenz bei den chinesischen Meisterschaften besiegen und wurde dreimal Titelträger im Reich der Mitte. Den großen internationalen Durchbruch schaffte er jedoch nie, obgleich er im Jahr 2004 Mitglied der chinesischen Nationalmannschaft war, mit der er durch Australien reiste.